# Vysoká škola válečná
Vysoká škola válečná (VŠV) nebo též Vysoká válečná škola se sídlem v Praze (na Hradčanech - ulice Na valech) byla hlavním vzdělávacím a školicím střediskem pro důstojníky generálního štábu československé armády v meziválečném období. Při jejím založení sehrála rozhodující roli Francouzská vojenská mise (FVM) působící od února roku 1919 v Československu.

## Historie

### Léta 1919 až 1921
Vojenský vzdělávací systém československé armády (v letech 1919 až 1921) vznikal bez předchozí historie a byl úzce spjat s Francouzskou vojenskou misí (FVM). Ta v Československu působila již od února roku 1919 a výstavba škol pro přípravu členů vyšších štábů, důstojníků jakož i středisek výcviku velitelů všech zbraní byla jedním ze základních úkolů FVM.
- Dne 1. září 1919 vznikl na Ministerstvu obrany v Praze nejprve „Kurs pro výchovu důstojníků generálního štábu“, který byl určen pro vzdělávání domácích i zahraničních důstojníků určených pro funkce ve vyšších armádních štábech. Tento kurz byl přímo podřízen 5. oddělení (školskému a výcvikovému) Ministerstva národní obrany. Po jeho absolvování frekventanti procházeli ještě návaznou praxí u jednotlivých zbraní a ve vyšších štábech. Teprve po absolvování doplňujícího studia tzv. druhého ročníku Válečné školy se vojáci z povolání mohli stát důstojníky generálního štábu.[5] V průběhu let 1919 až 1921 se uskutečnily celkem tři takovéto kurzy[3] a prošlo jimi na 126 důstojníků.[5][3] Tato instituce („Kurs pro výchovu důstojníků generálního štábu“) se nazývala také „Škola generálního štábu“.[7], byla založena již v roce 1918[4] a je považována za předchůdce Válečné školy.[zdroj?]

- Dne 1. listopadu 1921 byla v Praze (péčí Francouzské vojenské mise) založena Válečná škola (VŠ), která měla sloužit pro výchovu československých důstojníků generálního štábu prvorepublikové československé armády. Vzorem pro takovýto typ školy byla Vysoká škola válečná v Paříži[2] (École supérieure de guerre)[3][8] Na prosperitě té pražské mělo zájem jak vedení Francouzské vojenské mise (FVM) v Československu, tak i náčelníci hlavního (= generálního) štábu československé armády.[2]

### Léta 1921 až 1939
Význam Válečné školy dokumentuje mimo jiné i fakt, že ji navštívil dne 27. dubna 1922 během svého druhého funkčního období i tehdejší prezident T. G. Masaryk.
- Od 1. října 1934 bylo toto armádní vzdělávací zařízení (Válečná škola) přejmenováno na Vysokou školu válečnou (VŠV). Ve třicátých letech dvacátého století dosahovala kvalita výuky na VŠV v Praze srovnatelné úrovně jako na zahraničních školách obdobného typu, které ale měly za sebou již poněkud delší tradici.[2] VŠV existovala až do září roku 1938[3] (podle některých pramenů až do roku 1939.[4])

V období let 1921 až 1939 představovala vysoké vojenské školství trojice pražských vzdělávacích institucí:
- Vysoká škola válečná (VŠV) (pro přípravu důstojníků pro vyšší štábní funkce; absolventi se stávali důstojníky generálního štábu);[5]
- „Vysoká intendantská škola“ (VIŠ) (Intendant College[3] - pro přípravu odborníků pro hospodářské zázemí armády);[5]
- a „Vojenská inženýrská kolej“ (VIK).[3][5] [p 2]

V roce 1921 byl na VŠ poprvé pořádán „Informační kurs pro generály a štábní důstojníky“. Ten byl později nazýván zkráceně „Vyšší informační kurs“ a od roku 1926 pak „Kurs pro vyšší velitele“ (KVV). Cílem těchto informačních kurzů byla příprava frekventantů pro velení vyšším jednotkám. (Absolvatorium „Kursu pro vyšší velitele“ bylo dokonce v prvorepublikové armádě nezbytnou podmínkou pro povýšení důstojníka do generálské hodnosti.) V letech první republiky prošlo těmito informačními kurzy pořádanými na VŠ/VŠV v Praze na 269 generálů a vyšších velitelů.
Vysokou školu válečnou navštívil i druhý prezident Československa Dr. Edvard Beneš v roce 1936 a to dokonce dvakrát (druhá návštěva se uskutečnila 22. června 1936). Během své druhé návštěvy prohlásil:
Být mozkem armády, to je ohromný úkol národní a státní. Proto služba generálního štábu vyžaduje důstojníků nejlepších hodnot jak po stránce odborného vzdělání, tak i po stránce spolehlivosti, sebeovládání, taktu a charakteru.
Dr. Edvard Beneš, 2. návštěva VŠV, 
Válečnou školu v Praze a Vysokou školu válečnou v Praze (v období od roku 1921 do září roku 1938) absolvovalo (v sedmnácti ročnících) celkem 519 důstojníků československé armády včetně několika důstojníků spřátelených armád (21 důstojníků - Litevců a tři Lotyši).

### Léta 1945 až 1951
Po skončení druhé světové války v období od 1. října 1945 do 1. října 1948 byla činnost VŠV obnovena. VŠV v tomto období byla podřízena 3. oddělení (školskému) hlavního štábu. Nástupnickou organizací po VŠV se stala (v období od 1. října 1948 do 15. srpna 1951) Vysoká vojenská akademie.

## Tabla, setkávání absolventů, pamětní odznaky
Absolventi každého ročníku VŠV a jejich pedagogové si nechávali zhotovit své tablo s portréty. Bývalí posluchači VŠV se rovněž pravidelně scházeli při příležitosti výročí absolvování této školy. Také existoval i „Pamětní odznak absolventa pražské Válečné školy“ a po roce 1934 i „Pamětní odznak absolventa pražské Vysoké školy válečné“.

Pamětní odznaky absolventů pražské
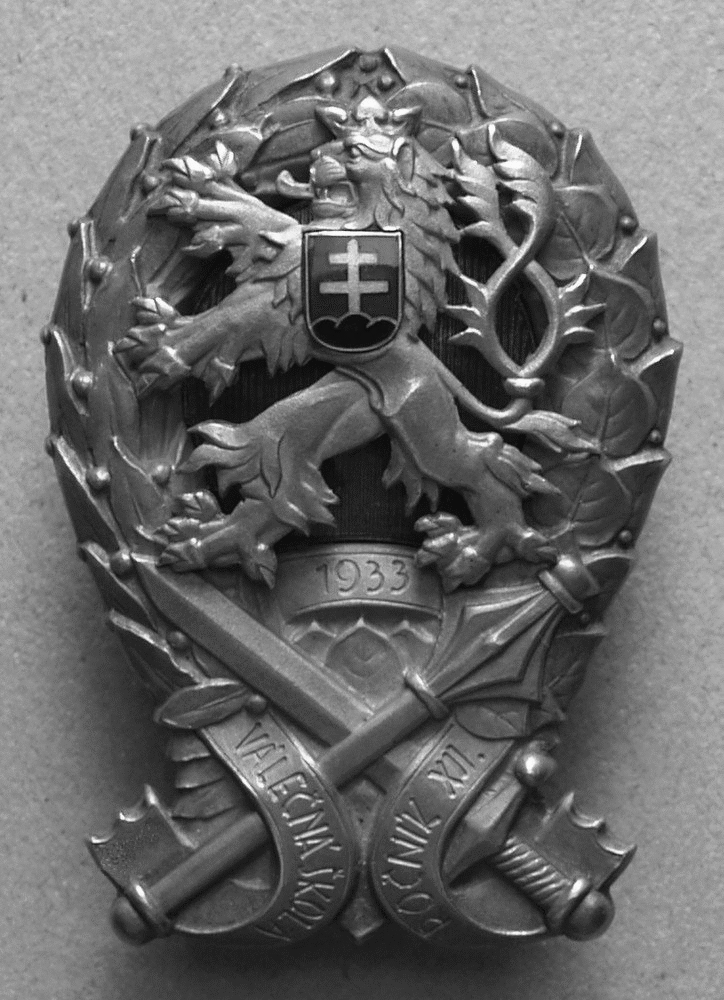
Válečné školy (rok 1933)
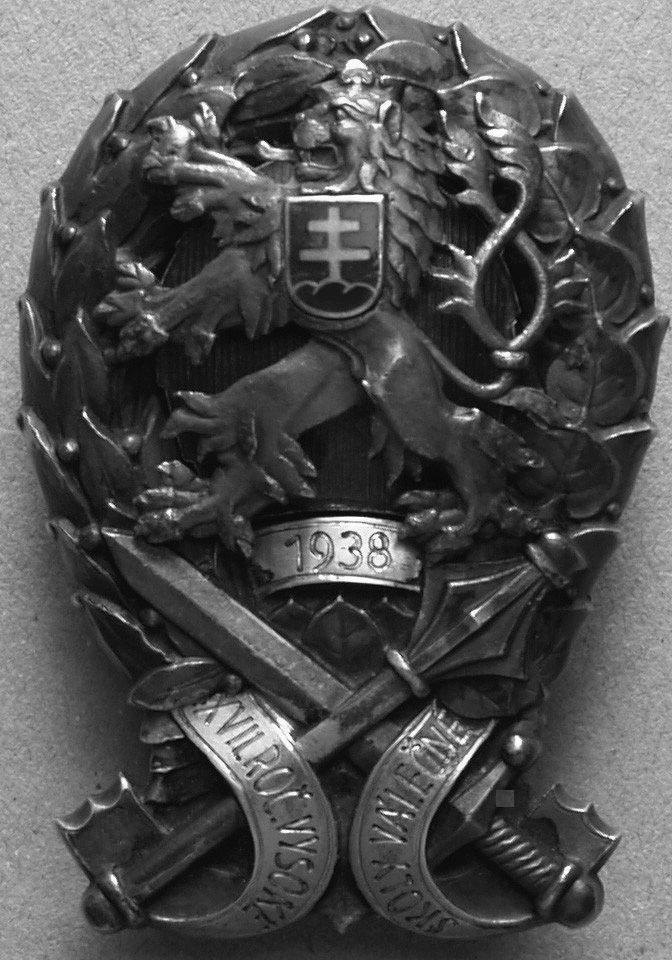
Vysoké školy válečné (rok 1938)

### Tablo 1922–1923

Příklady fotografií z tabla VŠ 1922/1923
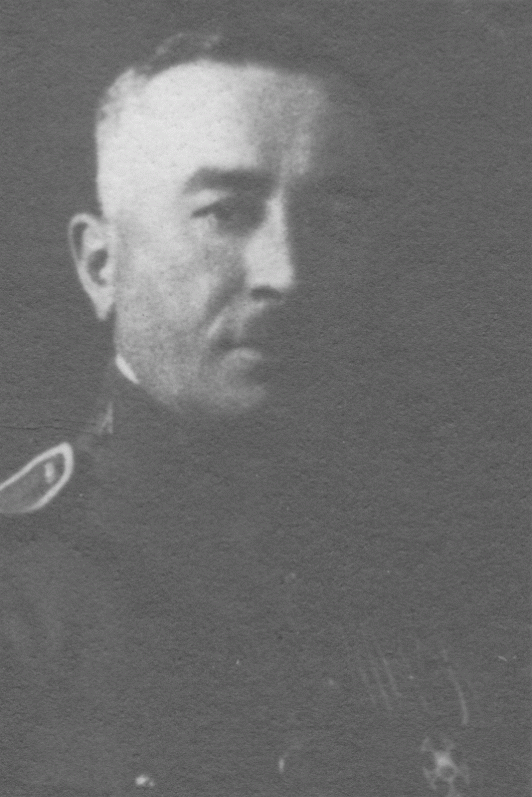
Oleg Svátek
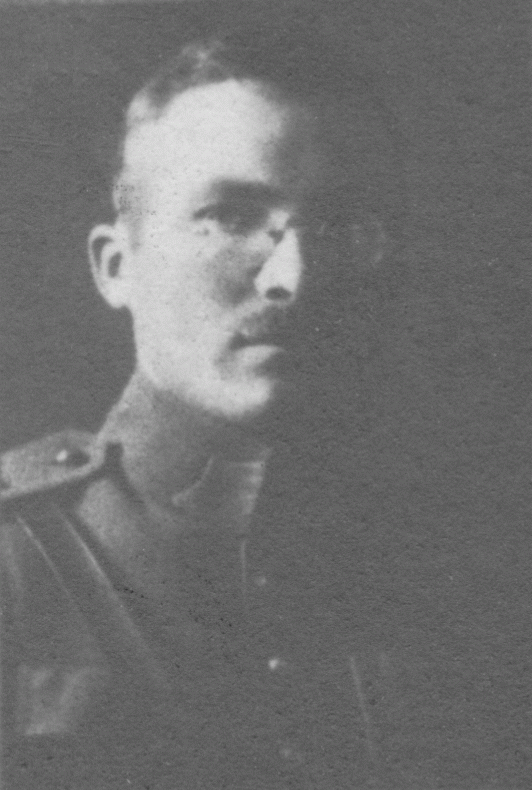
Čeněk Kudláček
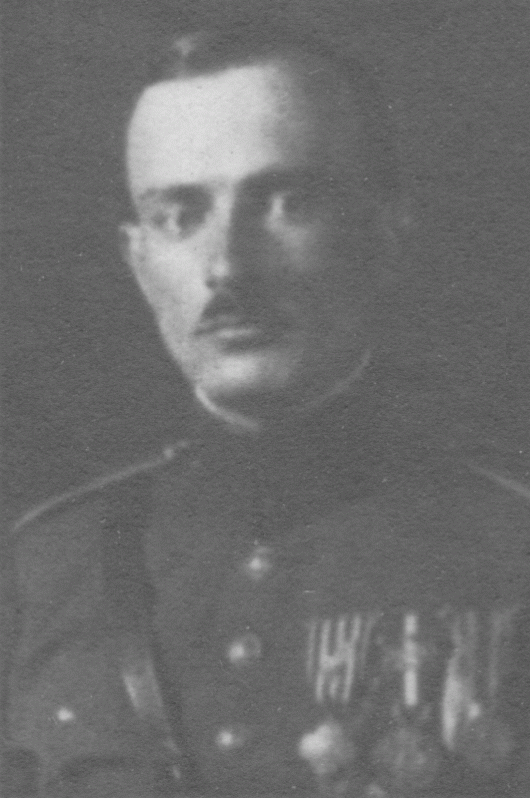
Václav Šára
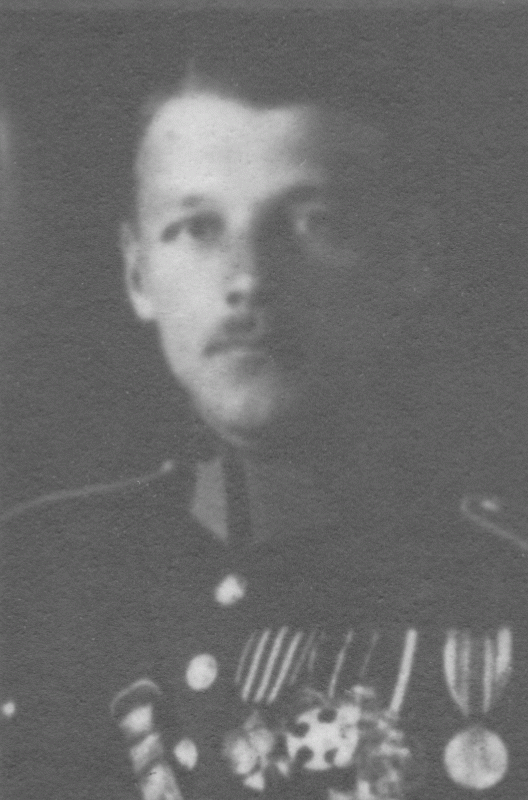
Rudolf Viest
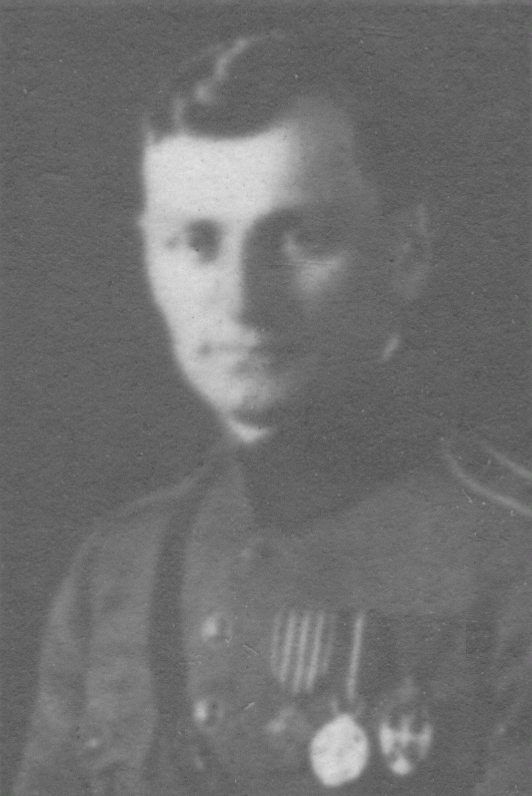
Sergěj Ingr
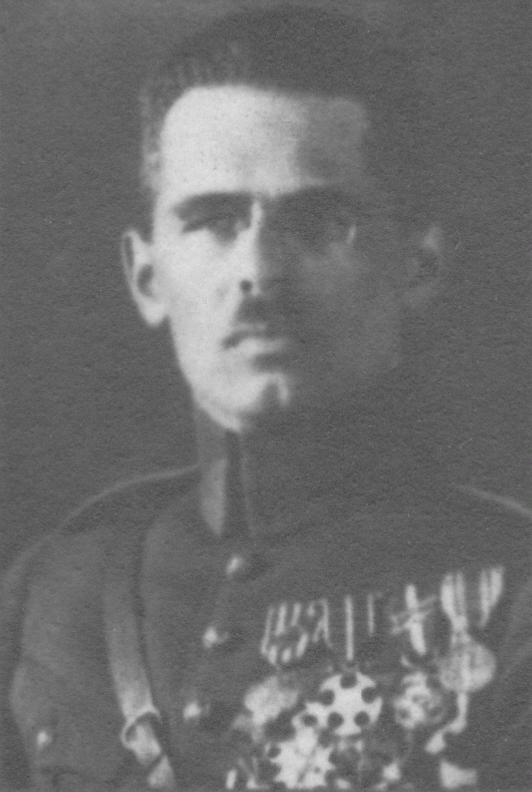
Vojtěch Luža
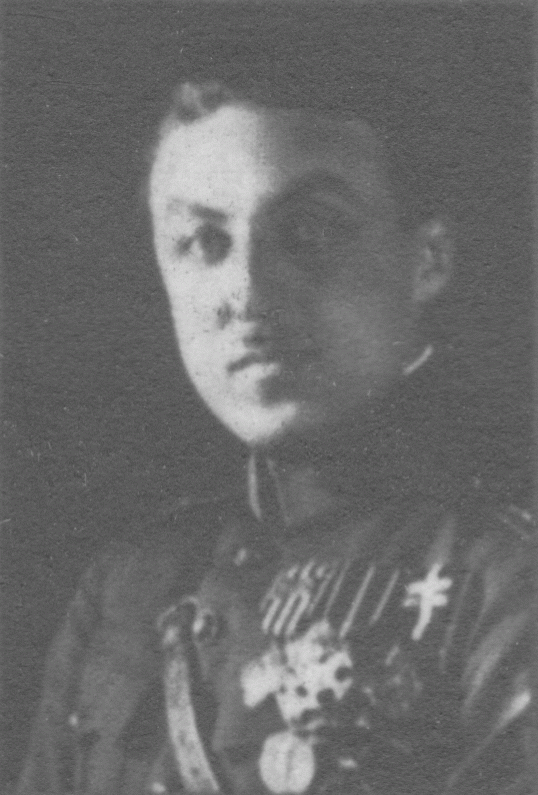
Jaroslav Lisý
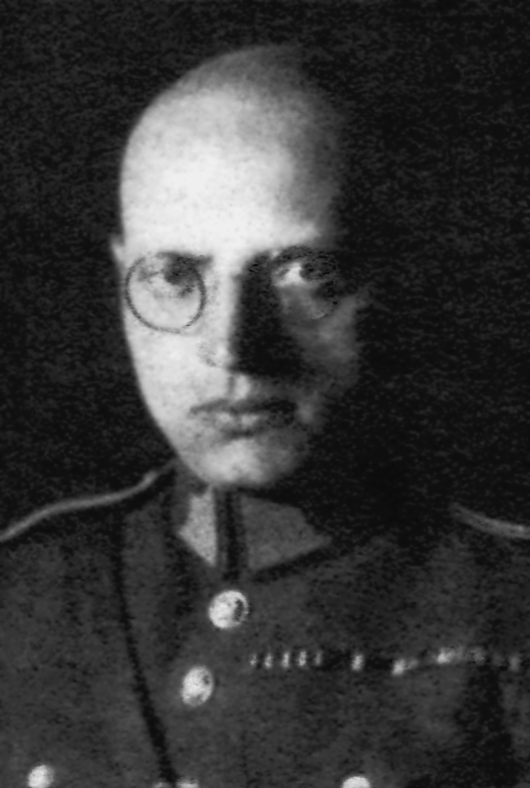
Emanuel Moravec
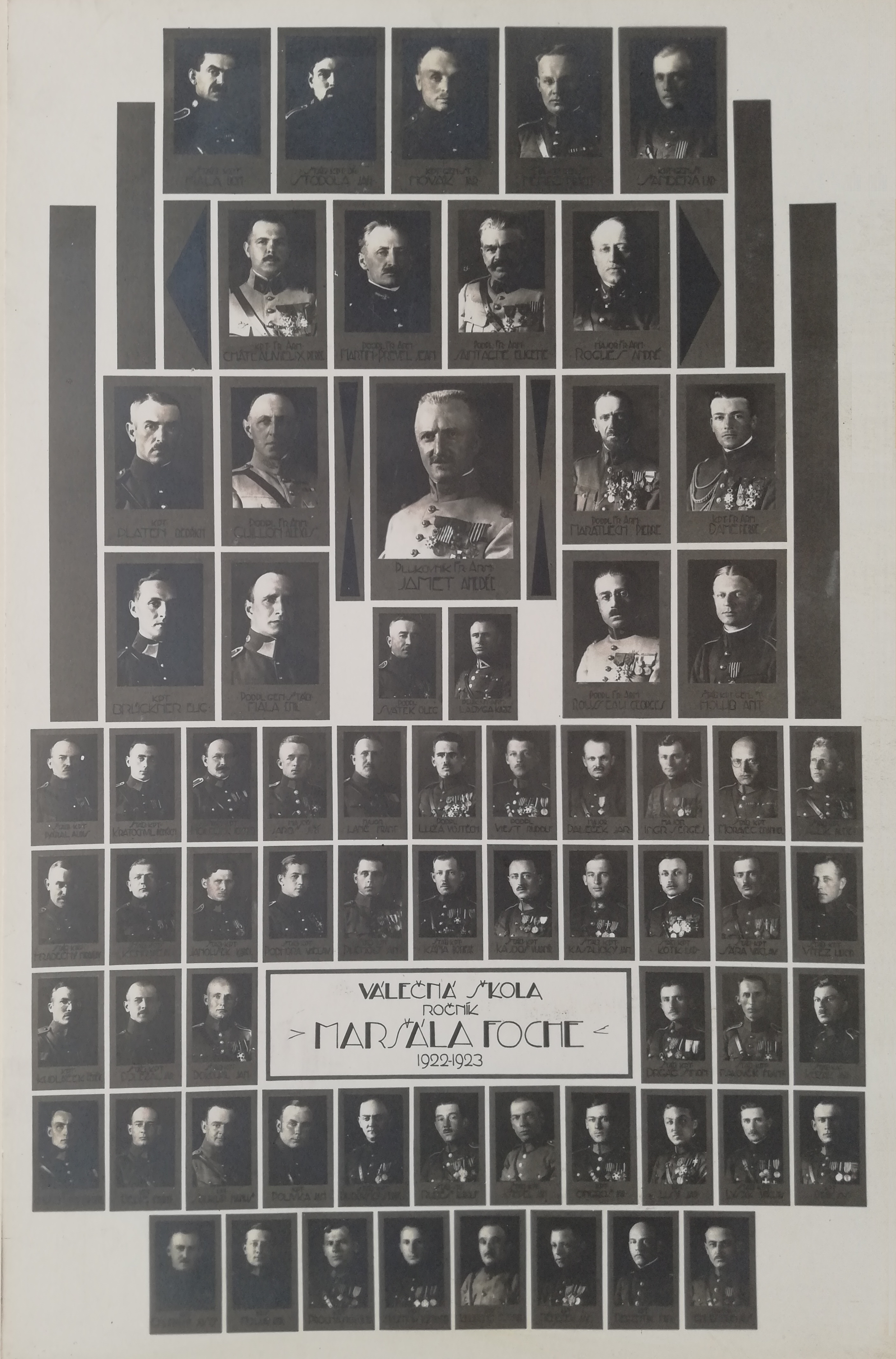
Celkový pohled na tablo VŠ 1922 až 1923

### Tablo 1925

Příklady fotografií z tabla VŠ 1925
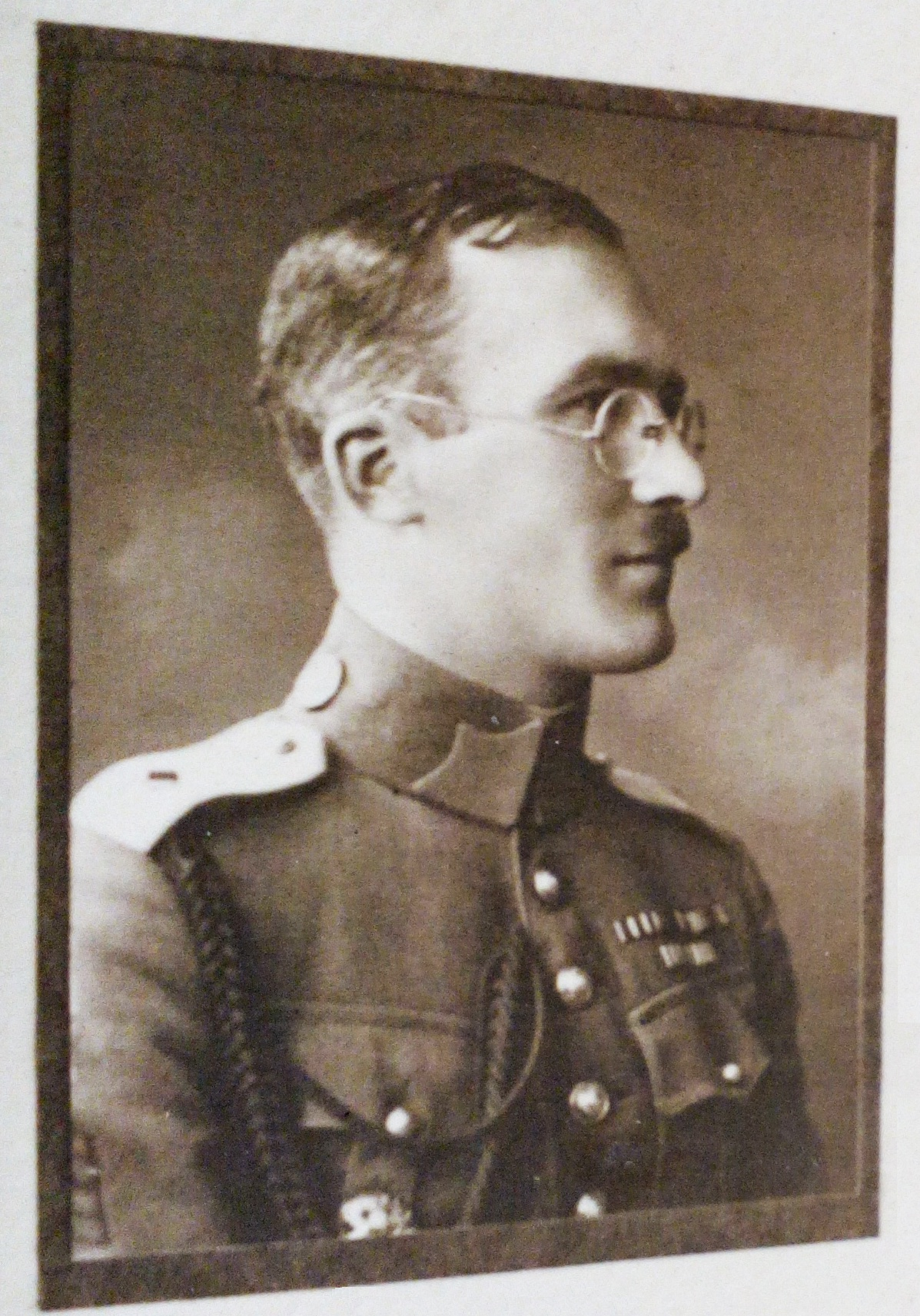
Čeněk Kudláček
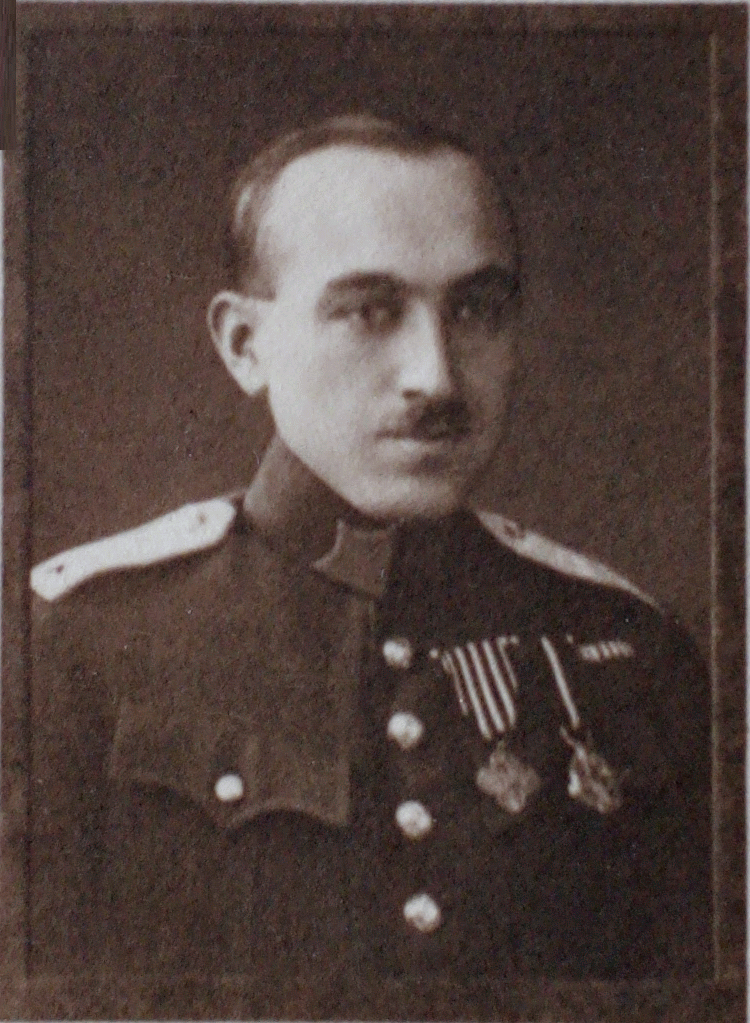
František Pohunek
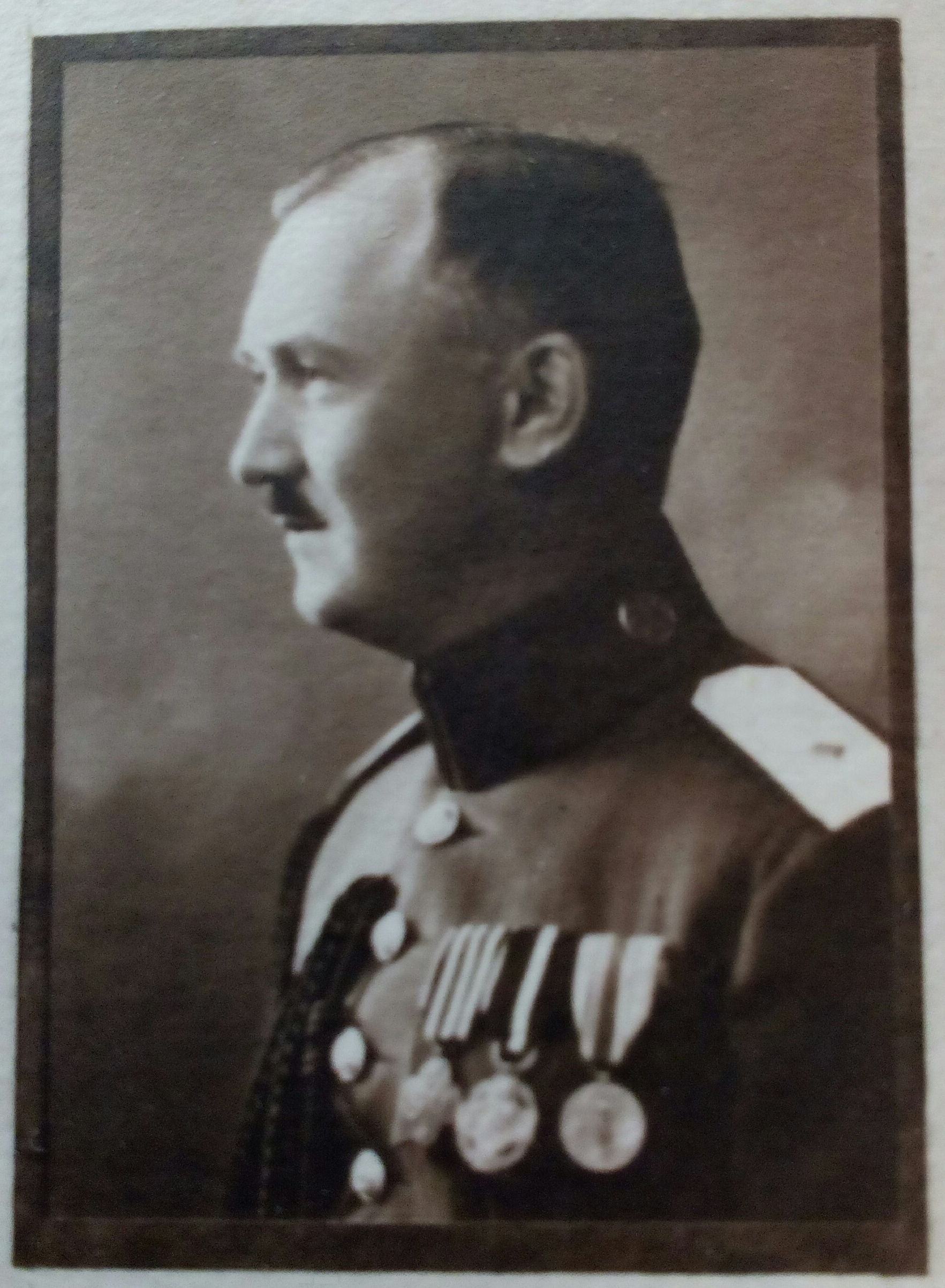
Josef Churavý
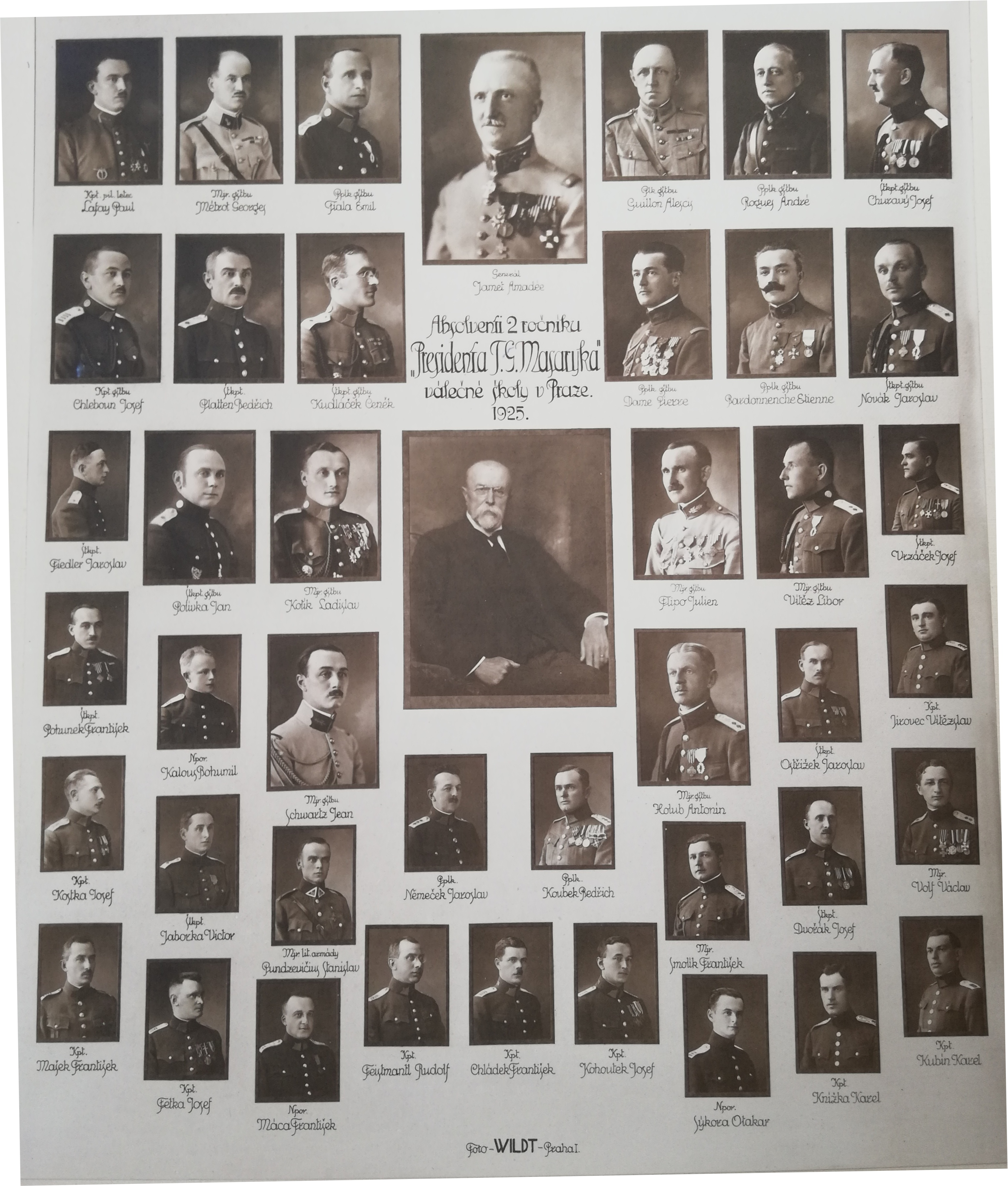
Celkový pohled na tablo VŠ (1925)

### Tablo 1928

Příklady fotografií z tabla VŠ 1928
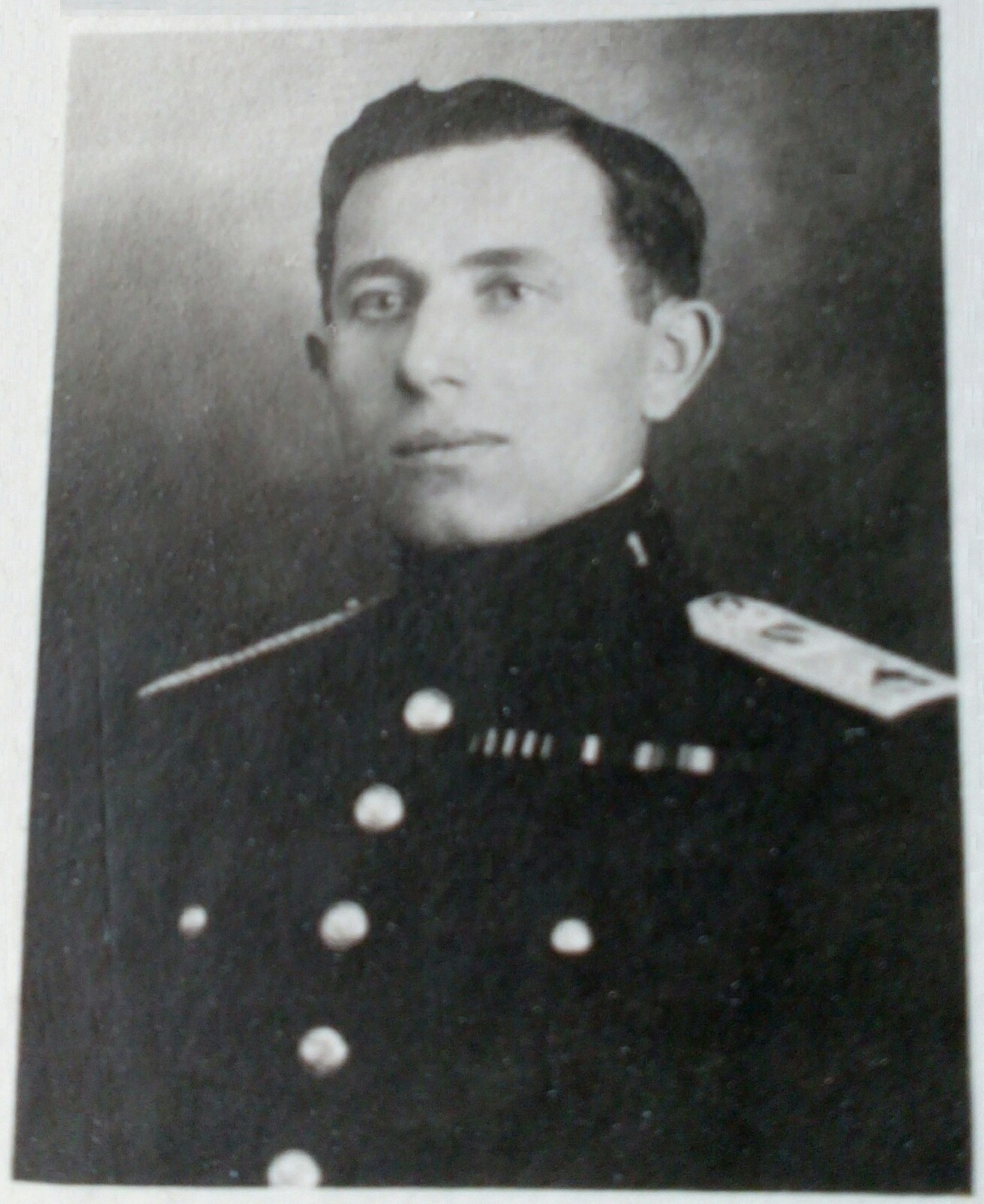
Josef Balabán
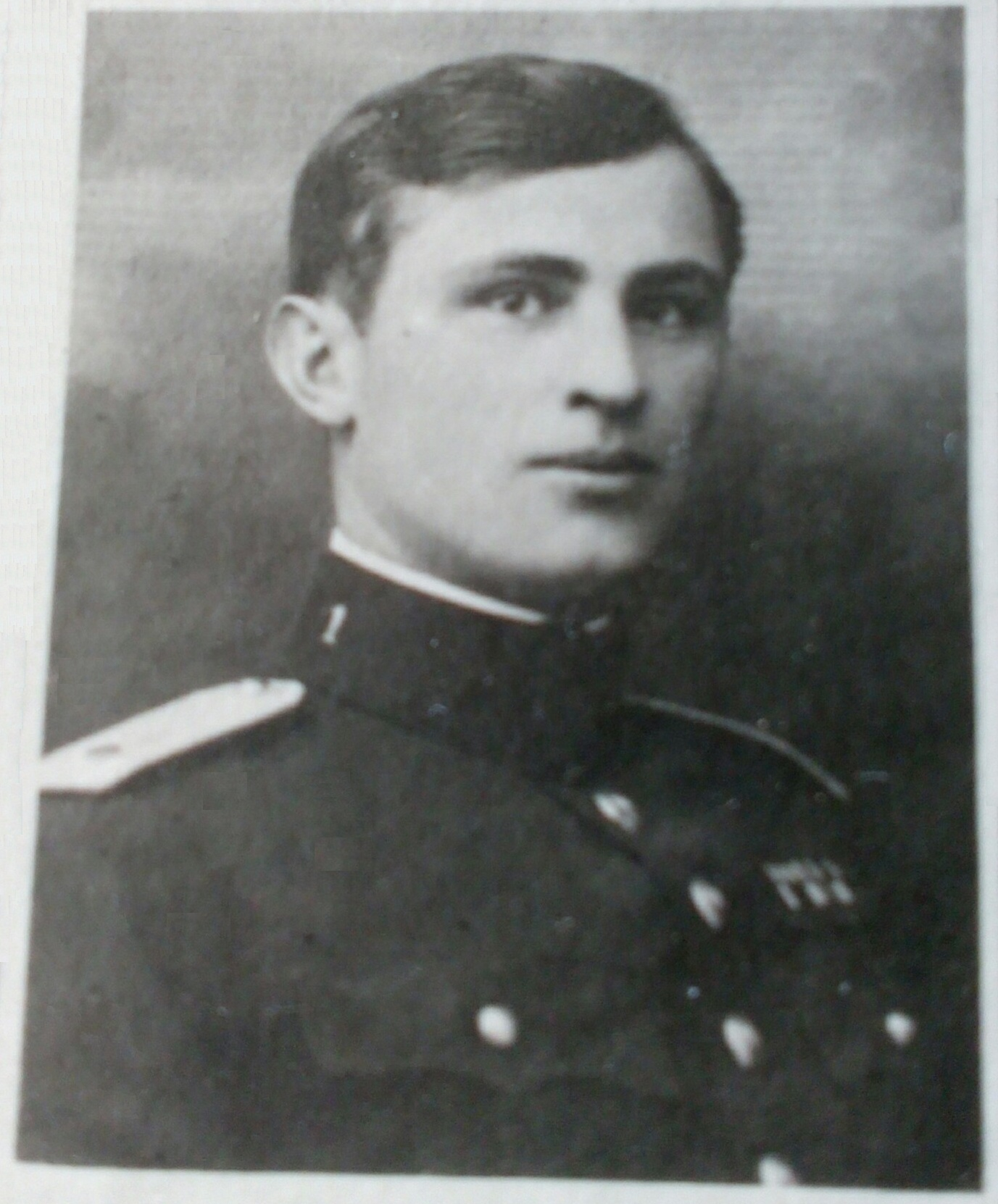
Josef Mašín
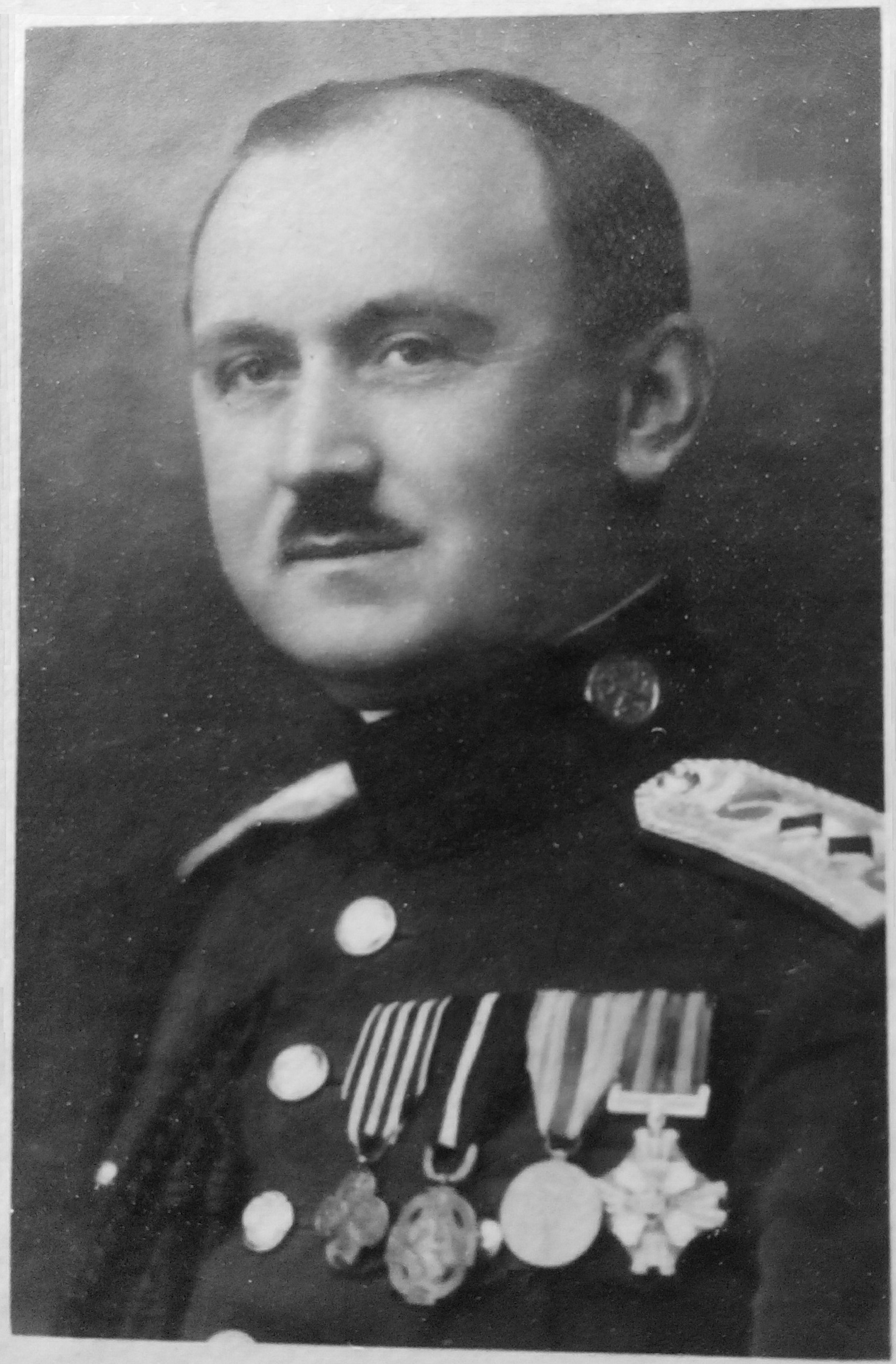
Josef Churavý
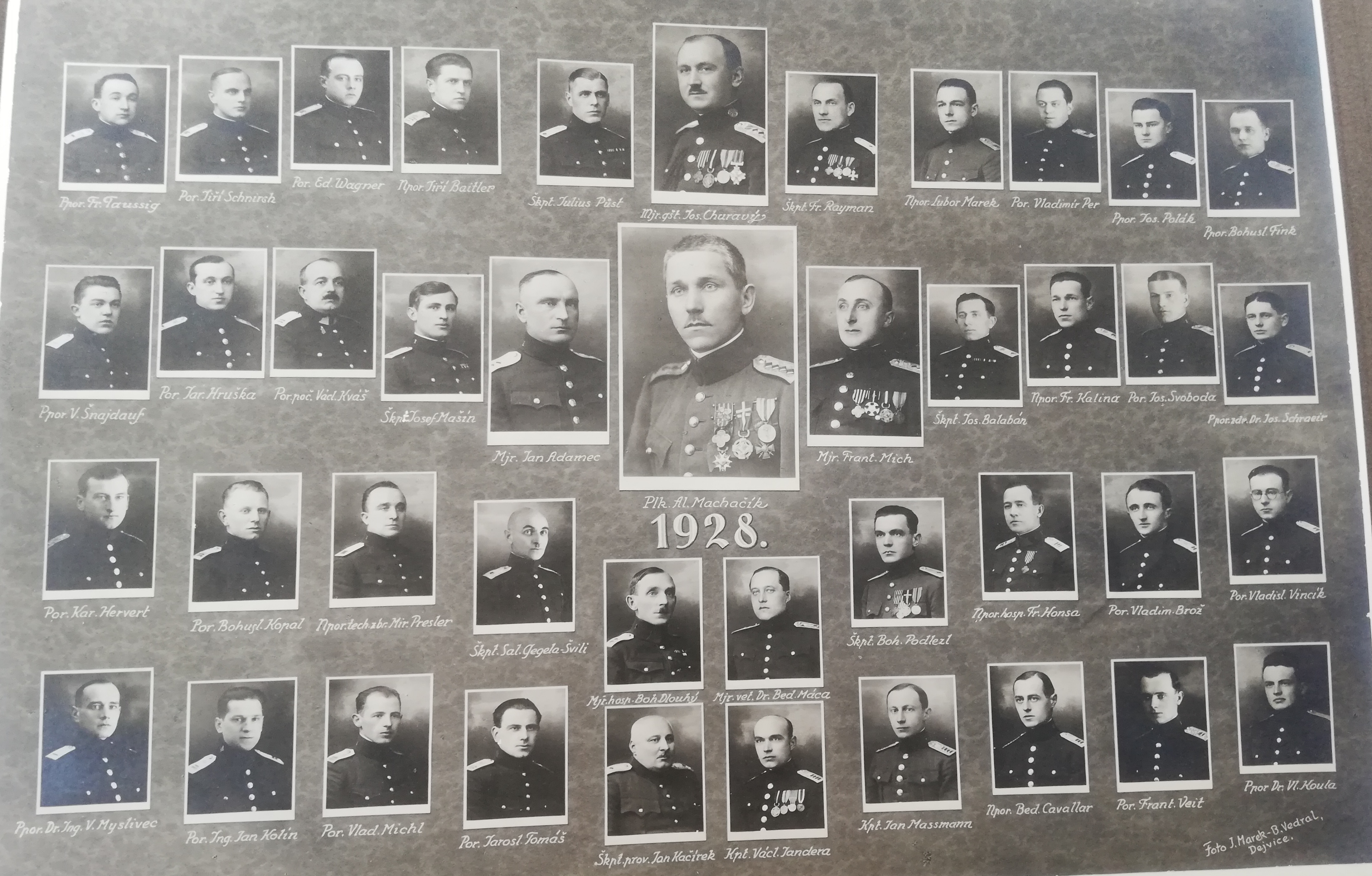
Celkový pohled na tablo VŠ (1928)

### Tablo 1931–1934

Příklady fotografií z tabla VŠ 1931 až 1934
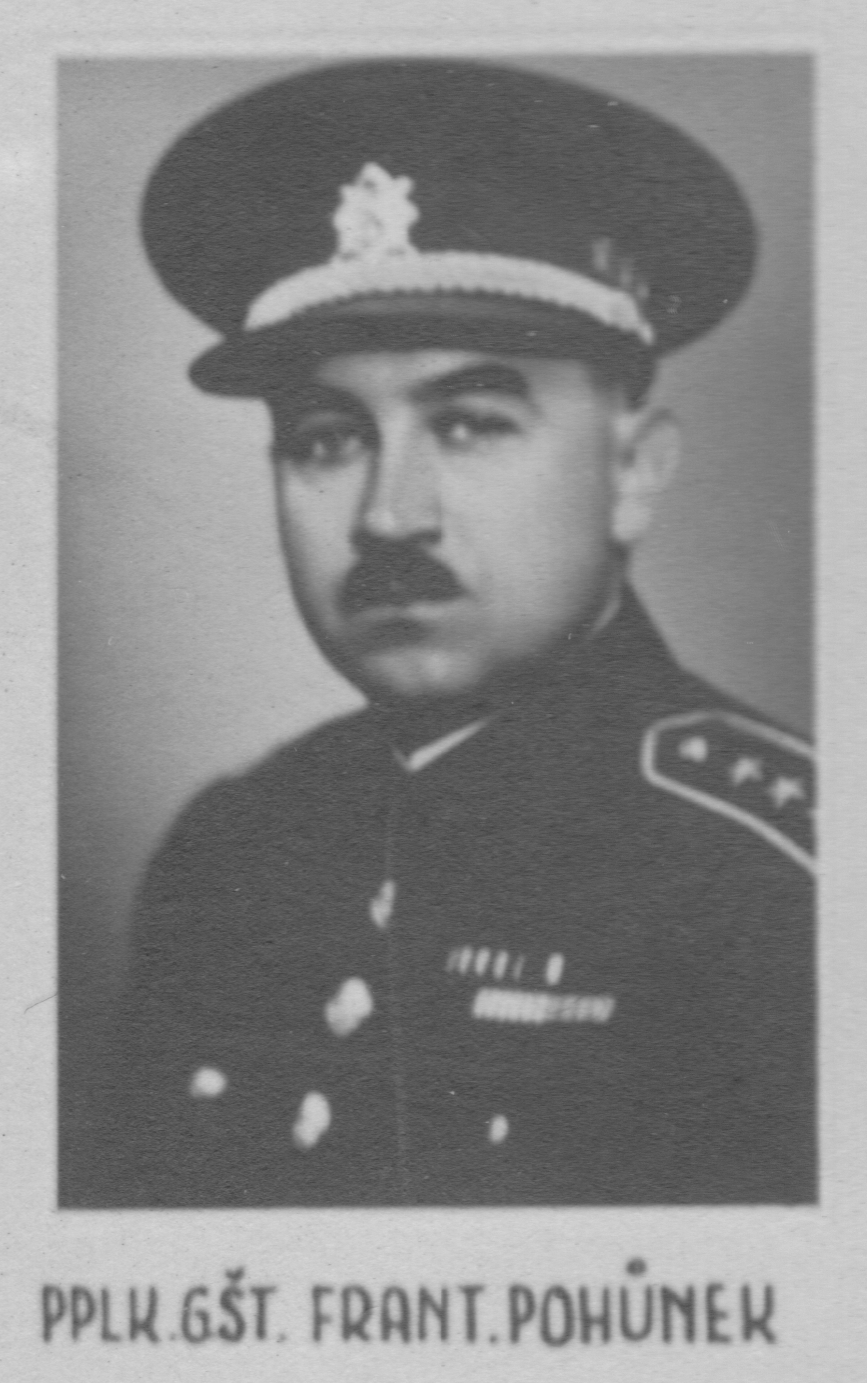
František Pohunek
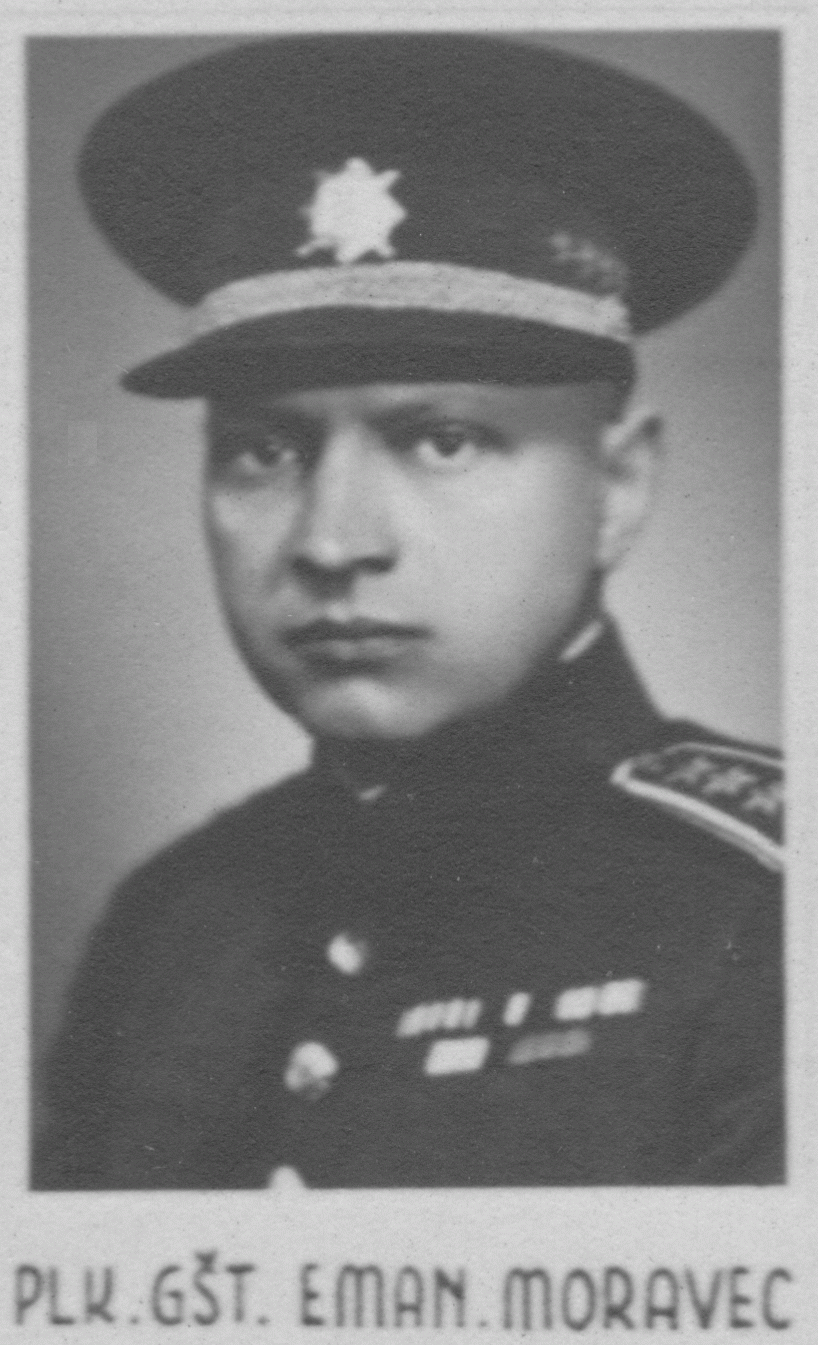
Emanuel Moravec
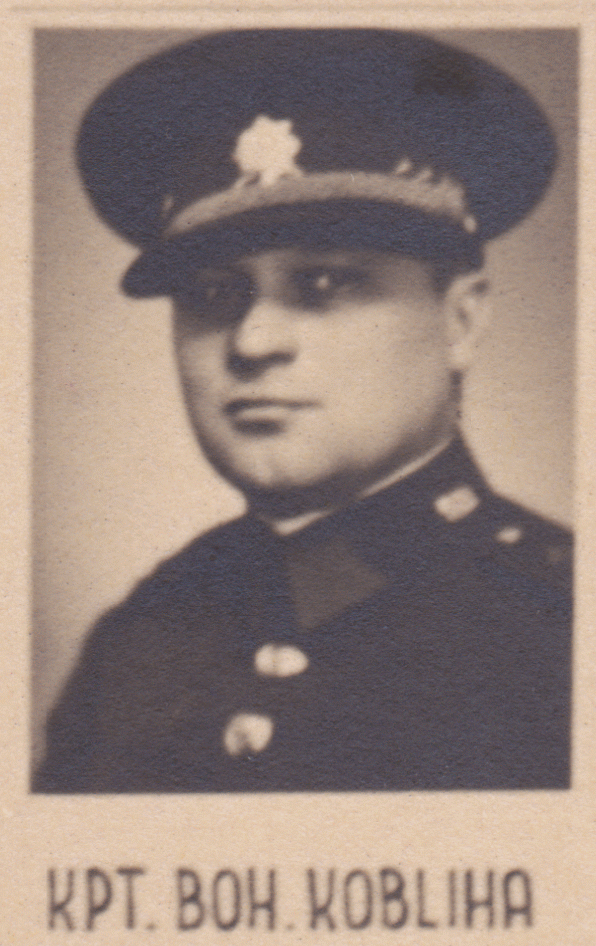
Bohumír Kobliha
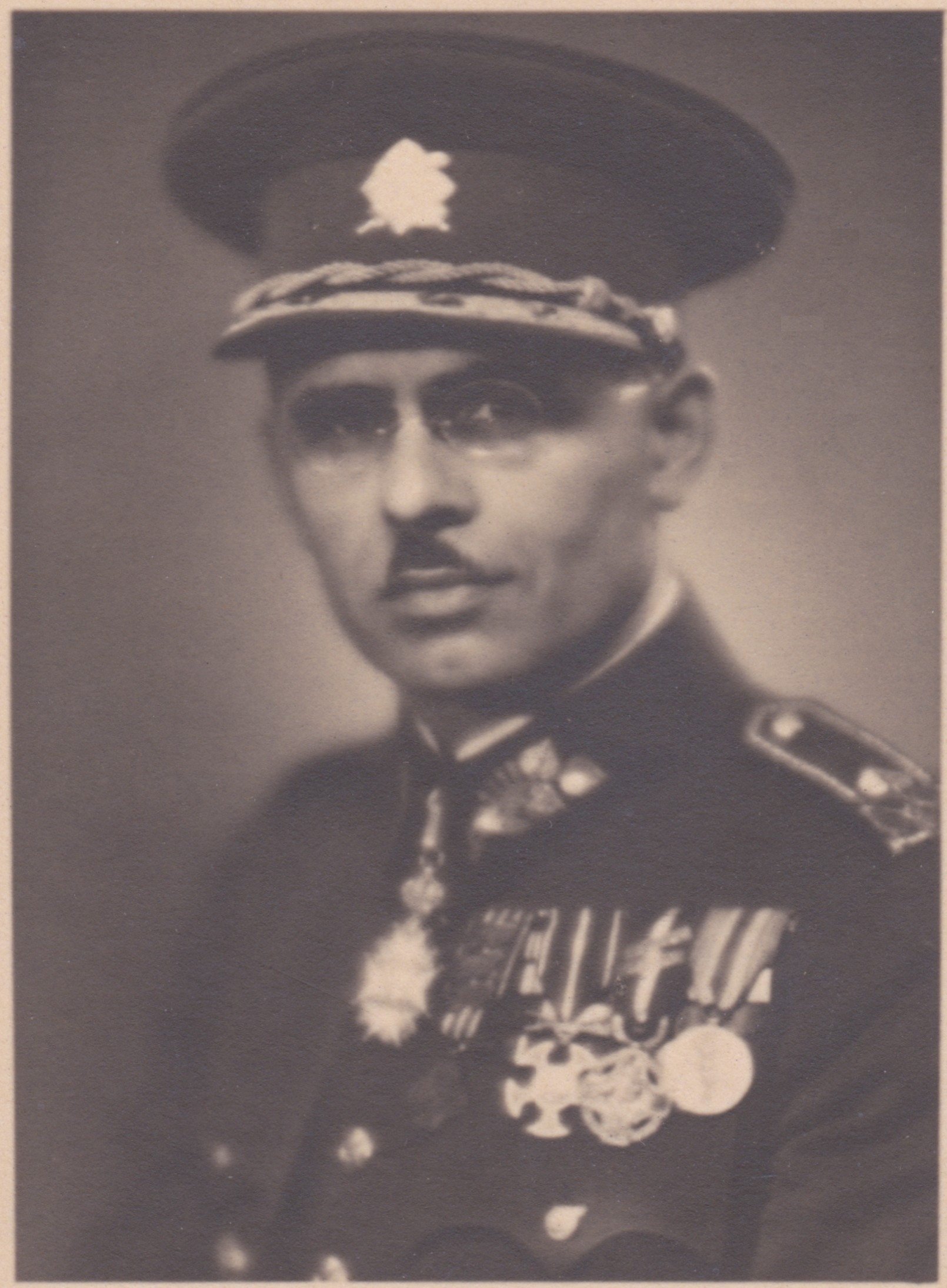
Vojtěch Luža
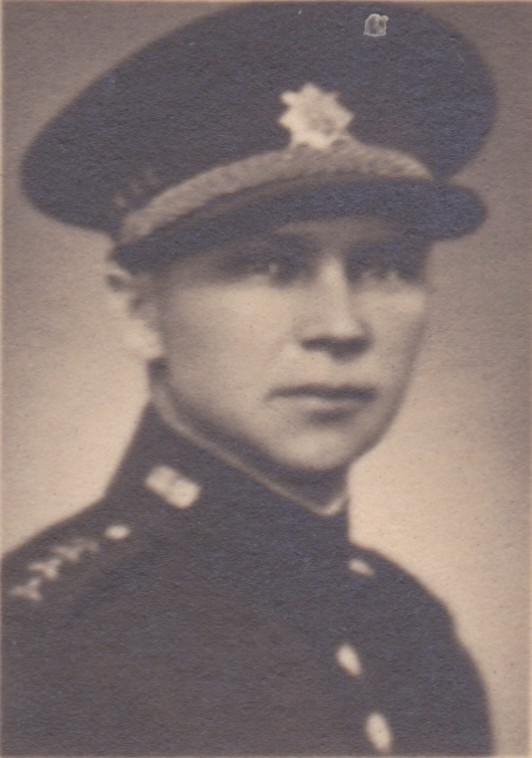
Emil Strankmüller
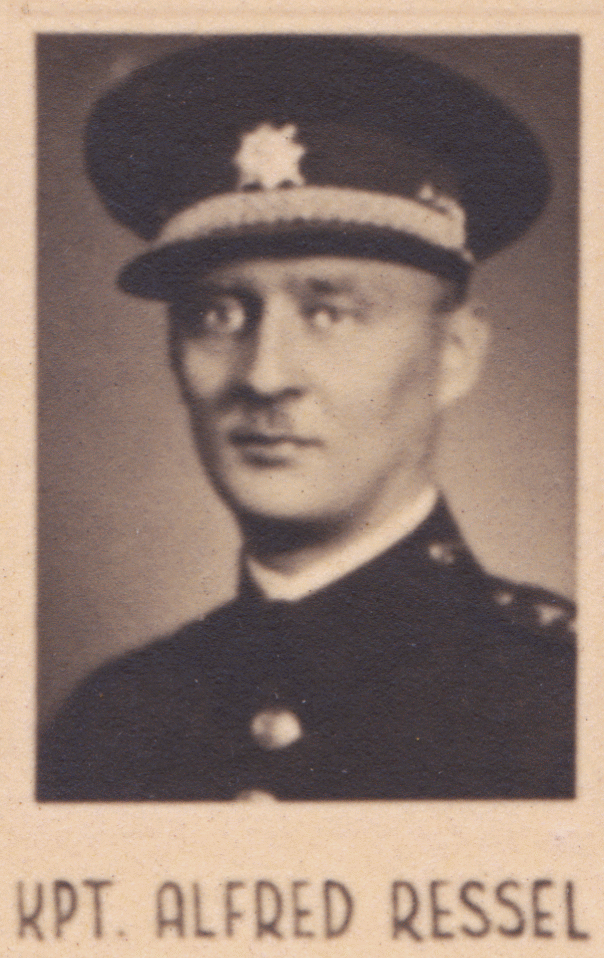
Alfréd Ressel
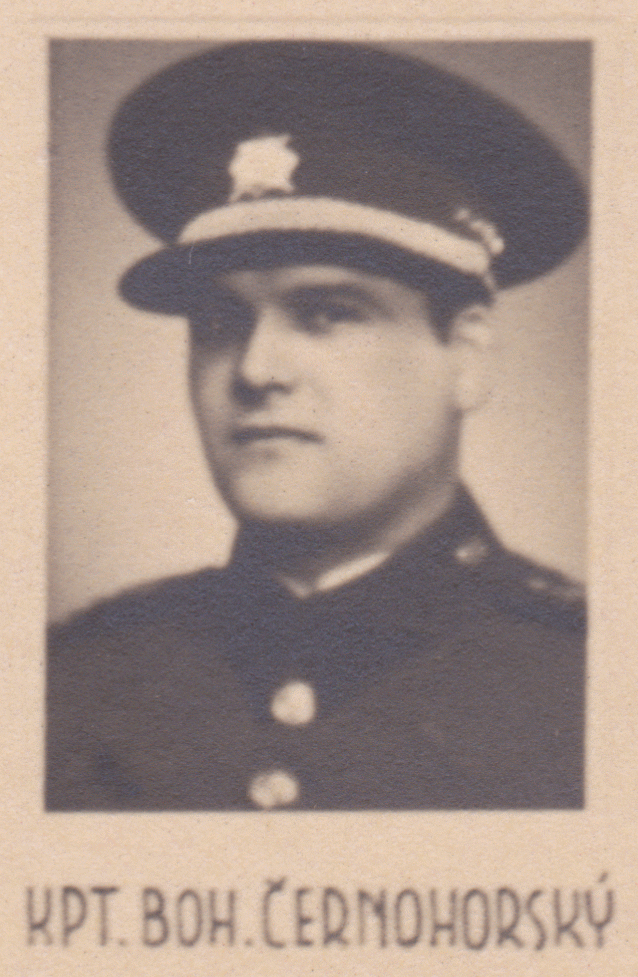
Bohumír Černohorský
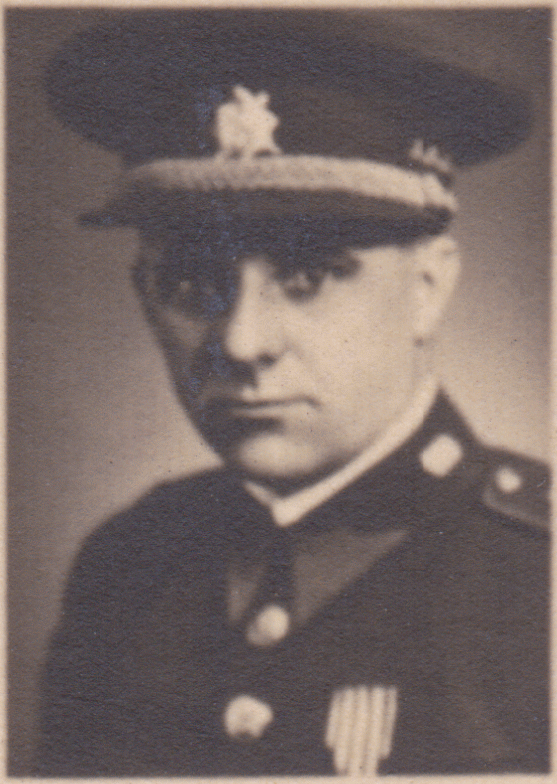
Jaroslav Hájíček
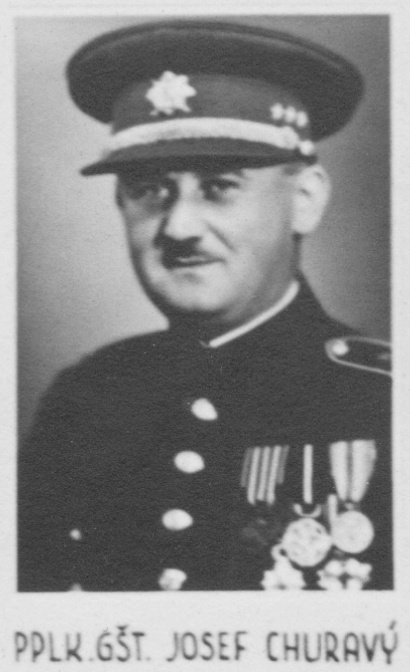
Josef Churavý
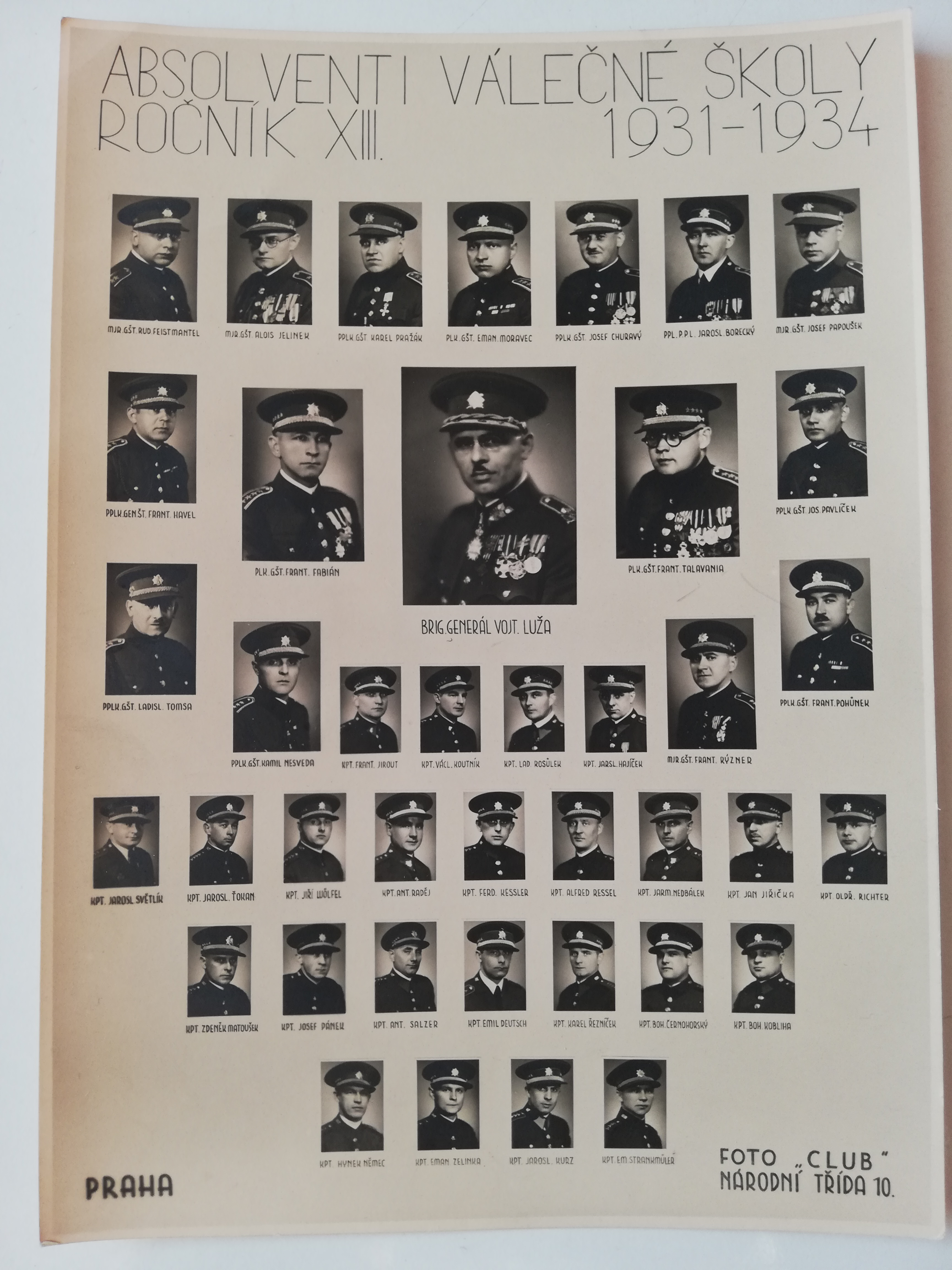
Celkový pohled na tablo VŠ 1931 až 1934

## Pietní místo

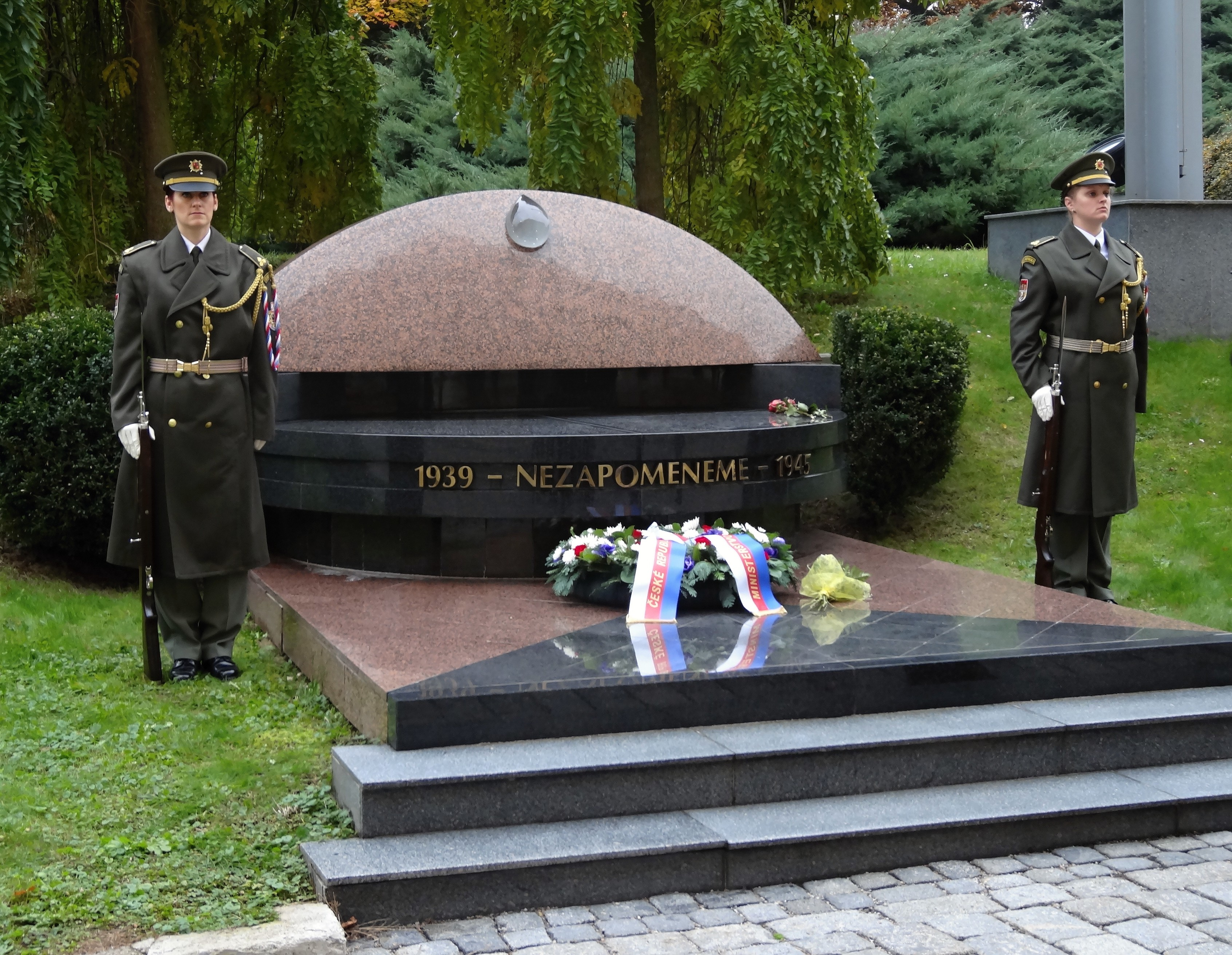
Pomník důstojníků GŠ
(obětí z let 1939–1945)

Pomník důstojníků Generálního štábu, obětí z let 1939 až 1945 (Pomník padlým a popraveným absolventům Vysoké školy válečné (VŠV) před sídlem Ministerstva obrany ČR) v Praze 6, Tychonova 270/2, v objektu Ministerstva obrany ČR. Pomník byl slavnostně odhalen 11. listopadu 2004 a jeho autorem je akademický sochař Peter Nižňanský
| Vojenské školství v Československu mezi válkami                                               | Vojenské školství v Československu mezi válkami                                | Vojenské školství v Československu mezi válkami                      |
| --------------------------------------------------------------------------------------------- | ------------------------------------------------------------------------------ | -------------------------------------------------------------------- |
| Předchůdce: (1. září 1919 až 1. listopadu 1921) Kurs pro výchovu důstojníků generálního štábu | 1921 až 1934; 1934 až 1938/1939 Válečná škola (VŠ); Vysoká škola válečná (VŠV) | Nástupce: (1. října 1948 do 15. srpna 1951) Vysoká vojenská akademie |